# У ганебного стовпа (фільм, 1923)
«У ганебного стовпа» (рос. «У позорного столба», інша назва — «Батьковбивця») — грузинський радянський художній фільм 1923 року вірменського кінорежисера Амо Бек-Назаряна (перша режисерська робота). За мотивами роману Олександра Казбегі «Батьковбивця».

## Сюжет
Захищаючи честь дружини від замаху князя, селянин Глаха вбиває кривдника. Вбивство князя стає причиною багаторічних поневірянь Глахи, що сховалося від суду. У відсутність Глахи в його доньку Нуну, що живе у родичів, закохується молодий селянин Яго. Але дівчині не судилося стати дружиною коханої людини: за Нуну сватається горбань, відмовити якому її родичі не сміють, оскільки жених є братом «значної» людини — осавула Григоли. Останній всіляко сприяє сватанню, розраховуючи на близькість з Нуною після її одруження. Прагнучи позбавитися від суперника, Григола підлаштовує арешт Яго. Проте хлопцю вдається втекти і сховатися в горах. Після того, як Нуну стала дружиною горбаня, Григолі вдається насильно заволодіти нею. Нуну у відчаї втікає в гори. Там вона зустрічається з Яго, який проводжає її до батька — старого Глахо. Але Григола виявляє утікачку. Він вбиває Глаху і звинувачує Нуну у вбивстві батька. Нуну засуджують до публічного покарання батогами і відправленню на каторжні роботи.

## Актори
- Нато Вачнадзе — Нуну
- Васо Арабідзе — Онисе
- Беджанова — Махя
- Вано Сараджишвілі — Яго
- Коте Андронікашвілі — Коба
- Акакій Васадзе — Григола
- Ніно Гварадзе — Ниния
- Захарій Беришвілі — Глахо
- Е. Ерістав-Джгенті — мати Нуну
- Єсиковський Павло — козак
- Валіко Гунія — Никала
- Володимир Гвішіані — Володимир
- Шалва Еліашвілі
- Гарсеван Гомартелі
- Заал Терішвілі

- Художник — Валеріан Сідамон-Еріставі
- прем'єра: 6 травня 1924 в Москві